# Conophis
Conophis — рід змій родини полозових (Colubridae). Представники цього роду мешкають в Мексиці і Центральній Америці.

## Опис
Conophis — отруйні змії середнього розміру довжиною до 100 см. Вони живуть в сухих тропічних лісах, на галявинах або на берегах водойм. Ведуть денний спосіб життя, полюють на ящірок та інших ззмій, іноді на земноводних і дрібних ссавців. У людей отрута цих змій викликає місцевий набряк і сильну біль.

## Види
Рід Conophis нараховує 3 види:
- Conophis lineatus (A.M.C. Duméril, Bibron & A.H.A. Duméril, 1854)
- Conophis morai Pérez-Higareda, López-Luna & H.M. Smith, 2002
- Conophis vittatus W. Peters, 1860

## Етимологія
Наукова назва роду Conophis походить від сполучення слів дав.-гр. κωνος — конус і οφις — змія.